# Слабневич, Игорь Михайлович
Игорь Михайлович Слабне́вич (11 апреля 1921 года, г. Саратов, РСФСР, — 7 июня 2007 года, г. Москва, Российская Федерация) — советский кинорежиссёр и кинооператор. Заслуженный деятель искусств РСФСР (1974).

## Биография
Игорь Михайлович Слабневич родился 11 апреля 1921 года в городе Саратове. Отец — Михаил Антонович Слабневич (1896—1982) — и мать — Евгения Анисимовна (1897—1972) — работали в то время певцами в Саратовском театре оперы.
В 1923 году они всей семьёй переезжают в Москву. Отец поступает на работу в инвалидный дом финансовым работником, мать становится домашней хозяйкой, так как в 1925 году рождается брат Игоря Михайловича, Олег.
В 1928 году Игорь Михайлович поступает в среднюю школу города Москвы.
После окончания школы в 1941 году он был призван в ряды РККА. Вначале Игорь Михайлович был курсантом авиационного училища в городе Чебоксары, а затем — авиатехнического в городе Астрахань.
Весной 1942 года после прорыва немцев к Сталинграду был направлен в противотанковую бригаду командиром 76 мм орудия. Участвовал в Сталинградской битве, после разгрома их части был переведён в танковый учебный полк под Сталинградом. После окончания учёбы был назначен командиром танка. Воевал на Белорусском фронте, участвовал в прорыве немецкой обороны, где из 20 танков полка осталось только 3, в том числе и его.
Остальную военную службу Игорь Михайлович проходил в Тисницкой бронетанковой дивизии под Тулой, подготавливая танкистов для Югославской армии. Демобилизовался в 1946 году.
Для того, чтобы ближе познакомиться с профессией кинооператора, Игорь Михайлович поступает работать на киностудию «Мосфильм» механиком синхронной аппаратуры. Работал в операторском цеху.
В 1948 году поступает во ВГИК на операторский факультет и в 1953 году оканчивает его с отличием и направляется работать на киностудию «Мосфильм».
В 1950 году Игорь Михайлович женился на Шляковой Киме Николаевне. Имеет двух дочерей: Светлану (р. 1953) и Галину (р. 1958).
Скончался 7 июня 2007 года. Похоронен в Москве на Ваганьковском кладбище.

## Фильмография

### Кинорежиссёр
- 1982 — По законам военного времени (также соавтор сценария; оператор А. Темерин)
- 1984 — Третье поколение (оператор С. Зайцев)

### Кинооператор
- 1954 — Секрет красоты (режиссёр В. Ордынский) (дипломная работа, короткометражный художественный фильм)
- 1956 — Сын (режиссёр Ю. Озеров)
- 1956 — Человек родился (режиссёр В. Ордынский)
- 1958 — Дело «пёстрых» (режиссёр Н. Досталь)
- 1959 — Сверстницы (режиссёр В. Ордынский)
- 1960 — Всё начинается с дороги (режиссёры Н. Досталь, В. Азаров)
- 1960 — Тучи над Борском (режиссёр В. Ордынский)
- 1962 — У твоего порога (режиссёр В. Ордынский)
- 1964 — Секретарь обкома (режиссёр В. Чеботарёв)
- 1965 — Как вас теперь называть? (режиссёр В. Чеботарёв)
- 1966 — Крылья (режиссёр Л. Шепитько)
- 1969 — 1971 — Освобождение (5 фильмов) (СССР—ГДР—ПНР—Италия—Югославия) (режиссёр Ю. Озеров):
  - «Огненная дуга» (1969)
  - «Прорыв» (1969)
  - «Направление главного удара» (1969) (2 серии)
  - «Битва за Берлин» (1971) (2 серии)
  - «Последний штурм» (1971)
- 1973 — Глазами восьми (фильм о Летних Олимпийских играх 1972 года) (режиссёр Ю. Озеров и другие)
- 1973 — Нейлон 100 % (режиссёр В. Басов)
- 1976 — Солдаты свободы (4 фильма) (СССР—ВНР—ГДР—ПНР—БНР—ЧССР—РНР) (режиссёр Ю. Озеров)
- 1979 — Москва слезам не верит (кинопремия «Оскар» 1980 года, режиссёр В. Меньшов)
- 1981 — Шляпа (режиссёр Л. Квинихидзе)
- 1983 — Человек на полустанке (режиссёр В. Панин)
- 1989 — Сталинград (СССР—США—Чехословакия—ГДР) (режиссёр Ю. Озеров)
- 1993 — Ангелы смерти (Россия—Франция—Таджикистан) (режиссёр Ю. Озеров)
- 1994 — Трагедия века (документальный, телевизионный, монтажный, Россия—Сирия—Франция) (режиссёр Ю. Озеров)
- 1995 — Великий полководец Георгий Жуков (неигровой, монтажный, Россия—Сирия) (режиссёр Ю. Озеров)

## Награды и звания
- Орден Трудового Красного Знамени
- Орден «Знак Почёта»
- Орден Отечественной войны I степени (23.06.1944)
- Орден Отечественной войны II степени (20.04.1990)
- медали, в том числе медаль "За оборону Сталинграда" (02.07.1943)
- Заслуженный деятель искусств РСФСР (1974)
- Ленинская премия (1972) — за съёмки киноэпопеи «Освобождение»
- Государственная премия СССР (1981) — за съёмки фильма «Москва слезам не верит»

## Увлечения
- музыка (джаз), играл на фортепиано, аккордеоне и др. инструментах;
- фотография (профессиональная и любительская);
- живопись (преимущественно графика).